# Lúčka (district de Rožňava)
Pour les articles homonymes, voir Lúčka.
Lúčka est un village de Slovaquie situé dans la région de Košice.

## Histoire
La première mention écrite du village date de 1406.
La localité fut annexée par la Hongrie après le premier arbitrage de Vienne le 2 novembre 1938. En 1938, on comptait 408 habitants dont 5 d'origine juive. Elle faisait partie du district de Rožňava (hongrois : Rozsnyói járás). Durant la période 1938 - 1945, le nom hongrois Lucska était d'usage. À la libération, la commune a été réintégrée dans la Tchécoslovaquie reconstituée.

## Démographie

### Évolution de la population
| Année:               | 1994. | 2004.    | 2014.    | 2024.   |
| -------------------- | ----- | -------- | -------- | ------- |
| Nombre de personnes: | 236   | 211      | 183      | 175     |
| Différence:          |       | -10,59 % | -13,27 % | -4,37 % |

| Année:               | 2023. | 2024.   |
| -------------------- | ----- | ------- |
| Nombre de personnes: | 172   | 175     |
| Différence:          |       | +1,74 % |